# Casa de la Vila (Vallbona d'Anoia)
La Casa de la Vila, o Antic Ajuntament, és una casa consistorial noucentista de Vallbona d'Anoia (Anoia) inclosa a l'Inventari del Patrimoni Arquitectònic de Catalunya.

## Descripció
Casa d'un pis, acabada en ondulació a la part més alta de la façana. les finestres i portes i la part superior de la façana, es ressalten amb obra arrebossada. Al primer pis hi trobem la típica balconada.

## Història
L'edifici que ocupa actualment el consultori mèdic i correus fou enderrocat i tornat a edificar l'any 1910. El nou projecte consistia en la construcció d'un nou edifici per albergar a la planta baixa les escoles i al primer pis l'ajuntament. La construcció va anar a càrrec de Joan Farrés. Les obres van finalitzat l'any 1911. L'edifici també va albergar la biblioteca promoguda pel mestre Josep Masclans i Pascual i, la qual fou destruïda l'any 1939 en entrar l'exercit franquista a Vallbona d'Anoia.
A la dècada de 1990 l'ajuntament es va traslladar a un nou edifici situat al carrer Major, 110 i des de llavors l'antic ajuntament acull el consultori mèdic i correus.